# Endamarariek
Endamarariek ist ein Verwaltungsbezirk (Ward) des Distrikts Karatu in der tansanischen Region Arusha.

## Geografie
Endamarariek liegt im Norden von Tansania etwa 110 Kilometer westlich der Regionshauptstadt Arusha am Westufer des Manyara-Sees. Nach einem schmalen Küstenstreifen in etwa 1000 Meter Seehöhe steigt das Land steil auf 1200 bis 1400 Meter an. Es grenzt im Nordwesten an Qurus, im Nordosten an Rhotia, im Osten an den Manyara-See, im Süden an Magara des Distrikts Babati in der Region Manyara und Buger und im Westen an Endabash.
Der Bezirk hat eine Fläche von 200 Quadratkilometern. Bei der Volkszählung 2022 lebten hier 29.342 Menschen in 5937 Haushalten.

## Gliederung
Endamarariek besteht aus neun Gemeinden (Mtaa) mit 31 Orten (Kitongoji):
| Endamarariek - Ayaraat - Endamarariek | Gidbasso - Aslin - Baghayo - Antsi - Tloma - Shangit | Endallah - Endallah - Manusay - Shangit | Masabeda - Masabeda - Kinihhe - Fitsa | Getamock - Hambal - Kwandal - Gendaa | Mahhahha - Garanthi - Antsi - Mahhahha - Kinihhe | Bassodawish - Amafala - Gwandumehhi - Gwandumehhi Tlawi - Baray A | Shangit - Tiita - G/Tlawi - Manusay | Khusumay - Tla’a - Antsa - Slahhamo - Mibuyu Miwili |

## Wirtschaft und Infrastruktur
- Gesundheit: Im Bezirk liegen ein privates Gesundheitszentrum[7] und vier Apotheken. Das Gesundheitszentrum wird von einer privaten Stiftung in Niederhelfenschwil unterstützt.[8] Von den Apotheken werden zwei privat geführt, eine in Endallah[9] und eine in Getamock[10] und zwei sind staatlich, die in Mahhahha[11] und in Khusumay.[12]
- Die Endallah Secondary School ist eine öffentliche weiterführende Schule mit einer Ausbildung bis zur 4. Stufe.[13] Die Schule wird von der belgischen Organisation Endallah Association gefördert.[14]